# Archirhizidae
Archirhizidae är en familj av maneter. Archirhizidae ingår i ordningen lungmaneter, klassen maneter, fylumet nässeldjur och riket djur. Enligt Catalogue of Life omfattar familjen Archirhizidae 2 arter. 
Kladogram enligt Catalogue of Life:
| Archirhizidae | \| \| Archirhiza \| \| \| \| \| \| Cannorhiza \| \| \| \| |
|               | \| \| Archirhiza \| \| \| \| \| \| Cannorhiza \| \| \| \| |
|               | Cassiopeidae                                              |
|               |                                                           |
|               | Catostylidae                                              |
|               |                                                           |
|               | Cepheidae                                                 |
|               |                                                           |
|               | Lobonematidae                                             |
|               |                                                           |
|               | Lychnorhizidae                                            |
|               |                                                           |
|               | Mastigiidae                                               |
|               |                                                           |
|               | Rhizostomatidae                                           |
|               |                                                           |
|               | Stomolophidae                                             |
|               |                                                           |
|               | Archirhiza                                                |
|               |                                                           |
|               | Cannorhiza                                                |
|               |                                                           |

|  | Archirhiza |
|  |            |
|  | Cannorhiza |
|  |            |